# Piper City
Piper City é uma vila localizada no estado americano de Illinois, no Condado de Ford.

## Demografia
Segundo o censo americano de 2000, a sua população era de 781 habitantes.
Em 2006, foi estimada uma população de 748, um decréscimo de 33 (-4.2%).

## Geografia
De acordo com o United States Census Bureau tem uma área de
1,4 km², dos quais 1,4 km² cobertos por terra e 0,0 km² cobertos por água. Piper City localiza-se a aproximadamente 205 m acima do nível do mar.

## Localidades na vizinhança
O diagrama seguinte representa as localidades num raio de 16 km ao redor de Piper City.